# Askvoll
Askvoll é uma comuna da Noruega, com 322 km² de área e 3 260 habitantes (censo de 2004).         